# Johann Dominik Mahlknecht

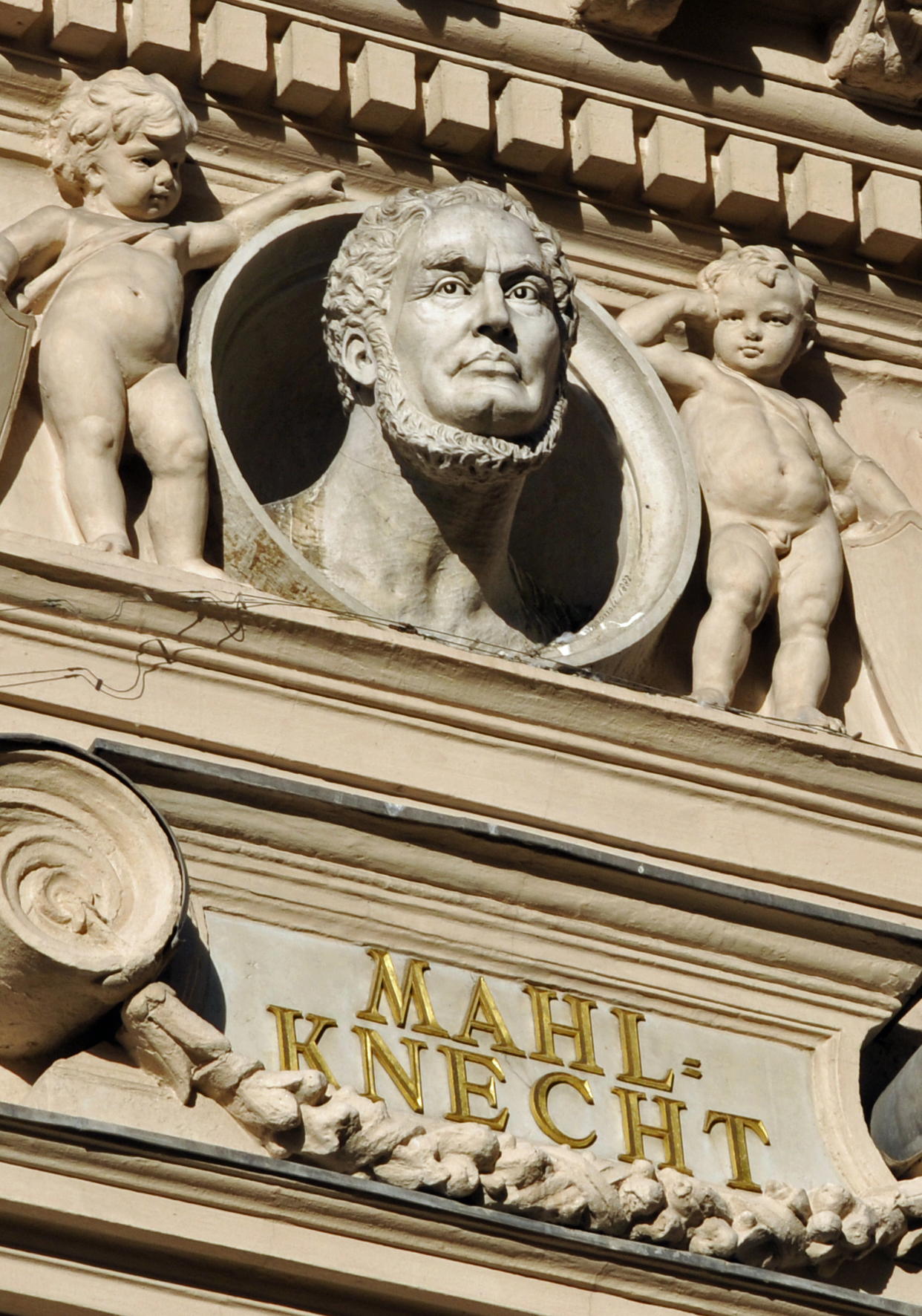
Porträt des Künstlers am Museum Ferdinandeum von Antonio Spagnoli (1884)

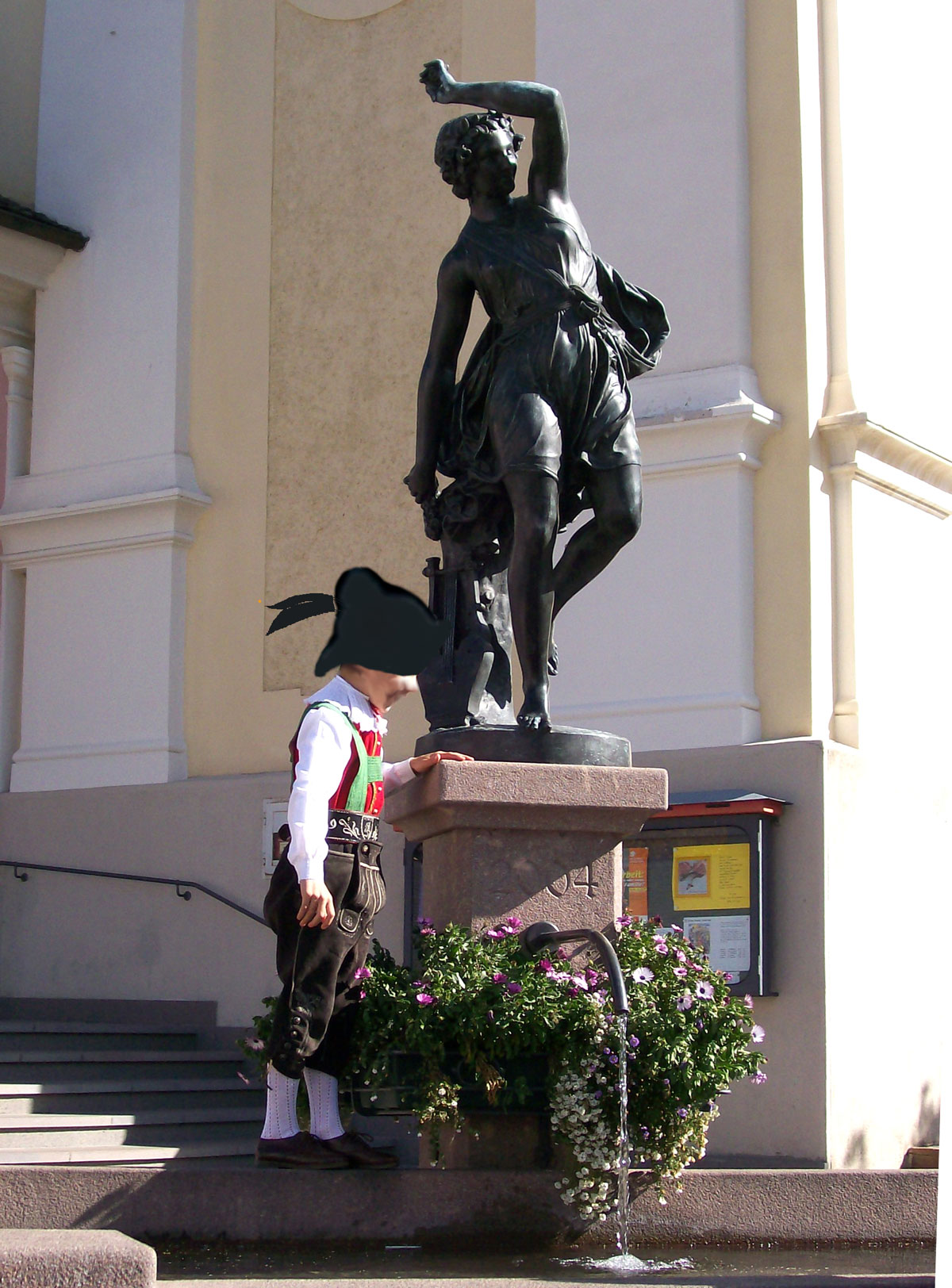
Bronzestatue, darstellend Terpsichore, Kopie aus dem Tiroler Landesmuseum Ferdinandeum, am Kirchplatz seines Geburtsortes

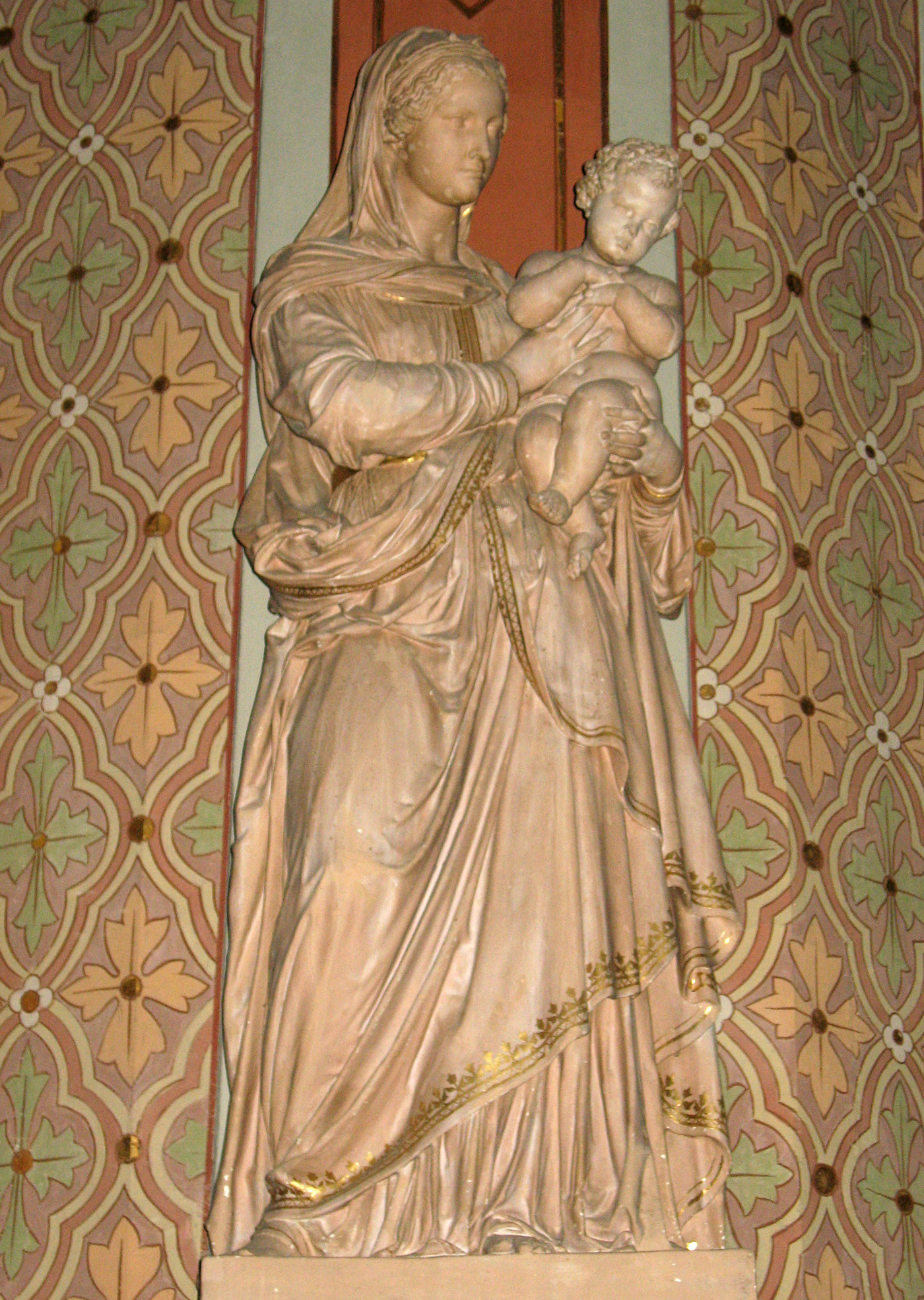
Madonna J. D. Mahlknechts in der Pfarrkirche St. Ulrich in Gröden

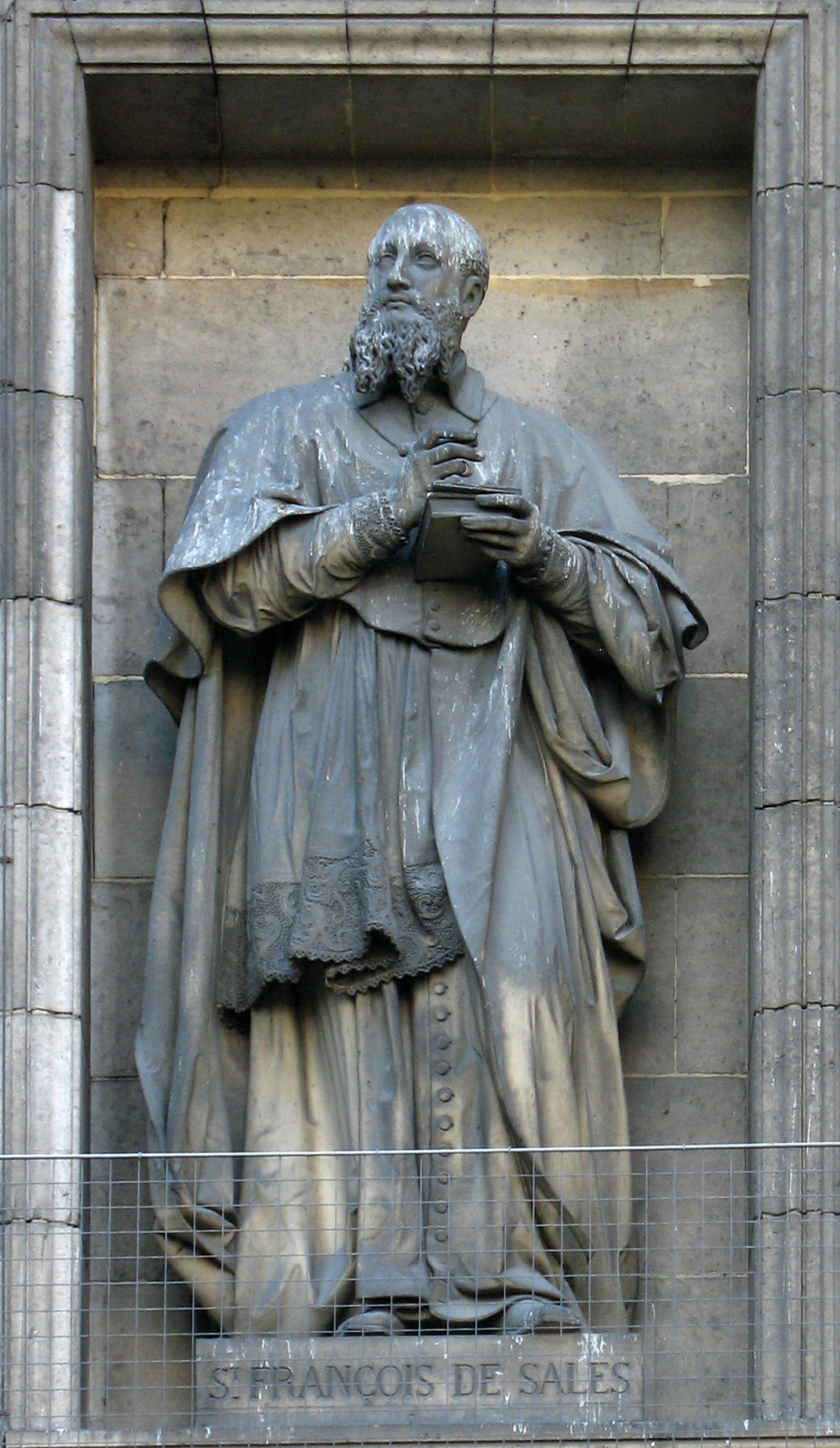
Der Hl. Franziskus von Sales an der rechten Außenwand der Kirche La Madeleine (Paris)

Johann Dominik Mahlknecht (* 1793 in Überwasser in St. Ulrich in Gröden, Gemeinde Kastelruth; † 1876 in Paris) war ein französischer Bildhauer Tiroler Herkunft. Er ist in Frankreich hauptsächlich unter dem Namen Dominig bzw. Dominique Molknecht, Molchneht  oder Molchnecht bekannt.

## Biographie
Johann Dominik Mahlknecht wanderte in jungen Jahren nach Frankreich aus, wurde dort zu einem der bedeutendsten Bildhauer seiner Zeit und schließlich zum „Staatskünstler“ ernannt. Mahlknecht starb in Paris im Jahr 1876.
Es wird fälschlicherweise behauptet, dass Mahlknecht ein Schüler Canovas gewesen sei. 1810 wanderte er in den Diensten des Schwarzwälder Händlers Andre Mölzer nach Frankreich aus. In Lyon bei der Grödner Kaufmannsfamilie Sanoner vorübergehend aufgenommen und auch finanziell von dieser unterstützt, zog er für sieben Monate nach Le Mans, wo ihn ein namentlich nicht näher bekannter Landsmann  weiter ausbildete. Ab 1812 ließ sich Mahlknecht in Nantes nieder. Er wirkte dort wahrscheinlich in der Werkstatt von Joseph Debay (1779–1863) und wurde schon mit 20 Jahren ein selbständiger und bekannter Künstler.
1826 wurde Mahlknecht zum „Bildhauer Seiner Königlichen Hoheit“ ernannt und ihm vom Innenministerium ein Atelier am Quai D’Orsay Nr. 9 in Paris zur Verfügung gestellt. Zwei seiner bekanntesten Schüler waren Amédée René Ménard und Jean-Baptiste Barré.
Der französische Staat beauftragte 1840 33 verschiedene Künstler, die 33 überlebensgroßen Statuen, die die Außenwände der Kirche La Madeleine (Paris) abwechselnd mit den 52 Säulen des Peristiliums schmücken, auszuführen. Diese Vielfalt der Stile namhafter Künstler und die Abfolge von männlichen und weiblichen Heiligen bereitet den Besucher auf den monumentalen Charakter des Kircheninneren vor.
Mahlknecht schuf den Hl. Franziskus von Sales, der an der rechten Außenwand der Kirche, als achter Heiliger, zwischen den Heiligen Adelheid und Helene steht.
1859 schrieb ein Kritiker des Bothen für Tirol und Vorarlberg zur Terpsichore Mahlknechts: „Wenn ein Grieche aus der antiken Zeit herüber käme, der würde in der Malknecht’schen Statue wohl keine Terpsichore erkennen, überhaupt erst dann ein Urteil sich bilden können, wenn er Paris und in Paris ein Ballett gesehen hätte. Für eine Muse ist sie zu unedel, zu leidenschaftlich und zu ausdruckslos, ... Mahlknecht hat seine Terpsichore nicht an der Antike studiert, sondern sie ganz dem sensualistischen Geschmacke der modernen Pariser angepaßt. Diese Oberflächlichkeit in der Auffassung ist es, gegen die wir uns mißbilligend aussprechen müssen, ohne die bedeutenden Anlagen des Künstlers zu bezweifeln, wir müssen sogar, um gerecht zu sein, anerkennen, daß diese Statue mit einem Aufwande künstlerischer Fähigkeit und Fertigkeit gemacht ist, die einer edleren Sache werth wären“ (Bothe für Tirol und Vorarlberg 124 (1859) 536).

## Werke in Paris
- Fassadendekor in Gips, 14 Rue Vanenau, Paris[2].
- Relief am Grabdenkmal für Anton Reicha aus Marmor, Cimetière du Père-Lachaise, Paris[3].
- Hl. Franz von Sales, Steinstatue, Eglise de la Madeleine, Paris[4].
- Christus und die beiden Schächer aus Holz, Kalvarienberg neben der Kirche Saint Pierre de Montmartre, Paris[5].
- Heilige Philomena, Marmor, Eglise Saint Germain-l'Auxerrois, Paris[6].
- Epitaph des Marschalls Jannot de Moncey und des Marschalls Oudinot in Marmor, Saint Louise des Invalides, Paris[7].
- Acht allegorische Statuen aus Gips, Hôtel du Ministre des Affaires  Etrangères, Paris[8].
- Auguste Jean Rougevin Būste aus Bronze, Ecole National Supérieur de Beaux Arts, Paris[9].

## Weitere Werke

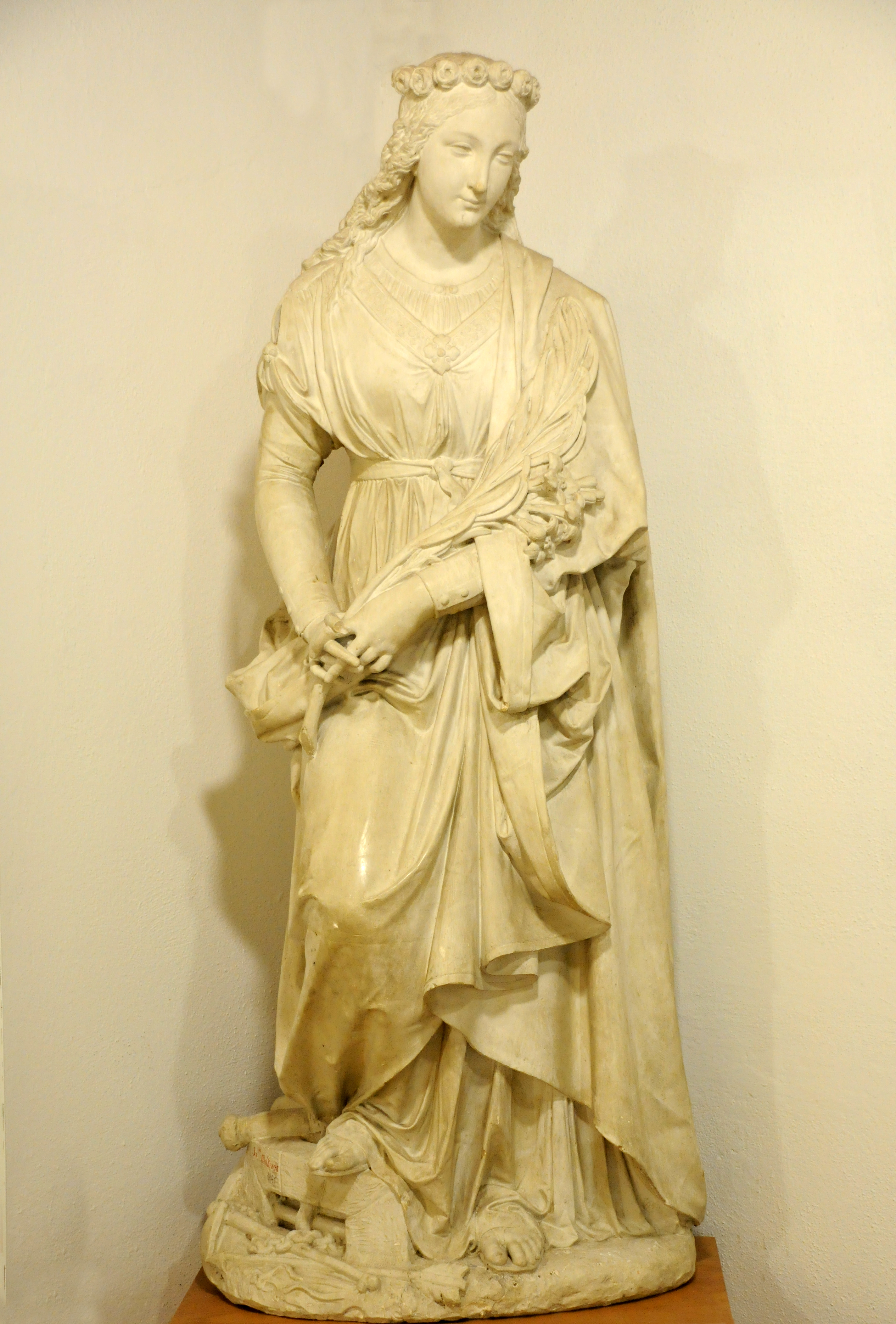
Heilige Philomena mit den Attributen Märtyrerpalme, Peitsche, Anker und Pfeile, Gipsstatue im Museum Gherdëina

- Statuen der Evangelisten, die J. D. Mahlknecht um 1859 der Pfarrkirche St. Ulrich in Gröden in seinem Geburtsort schenkte.

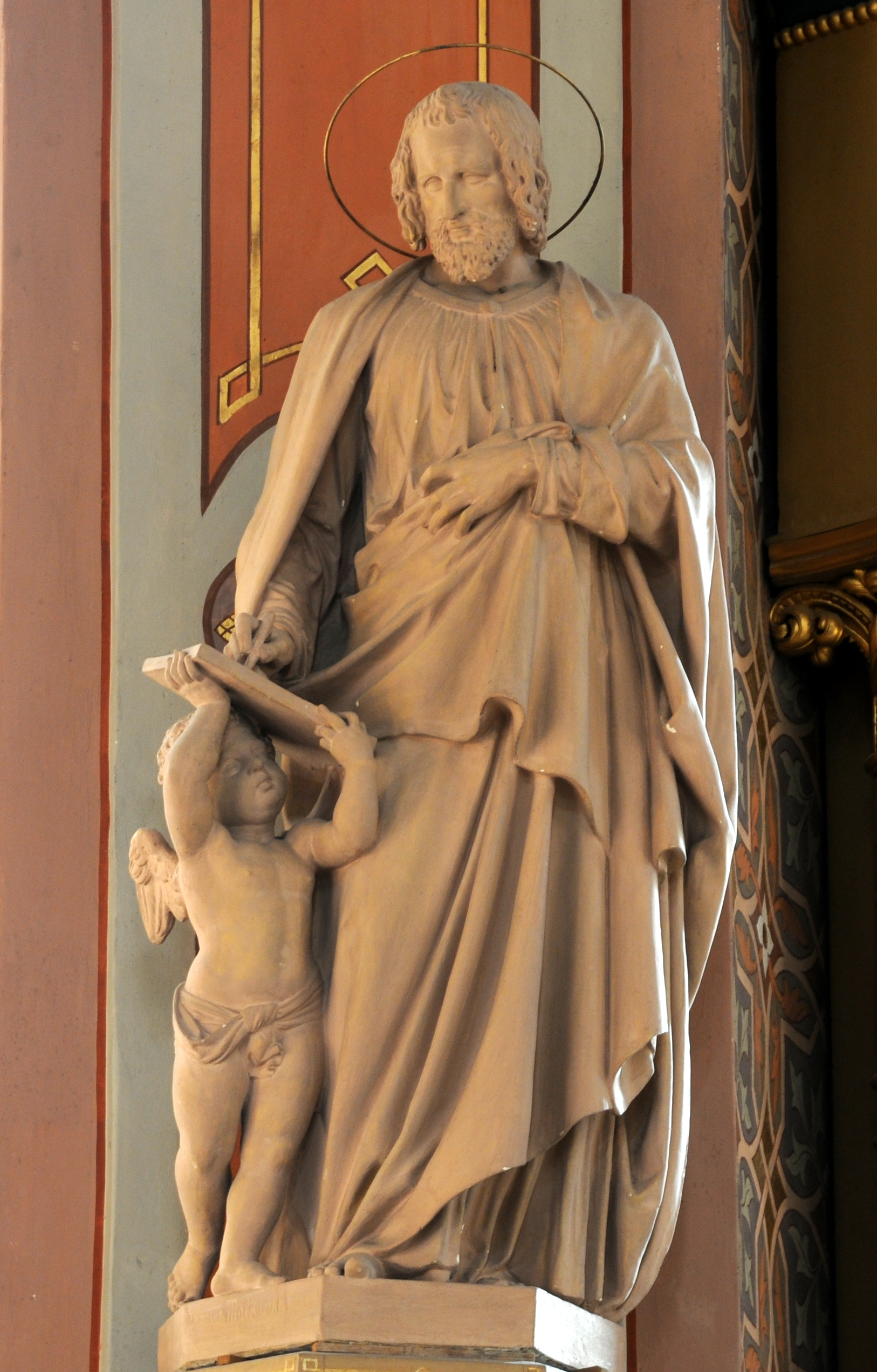
Matthäus mit dem Engel
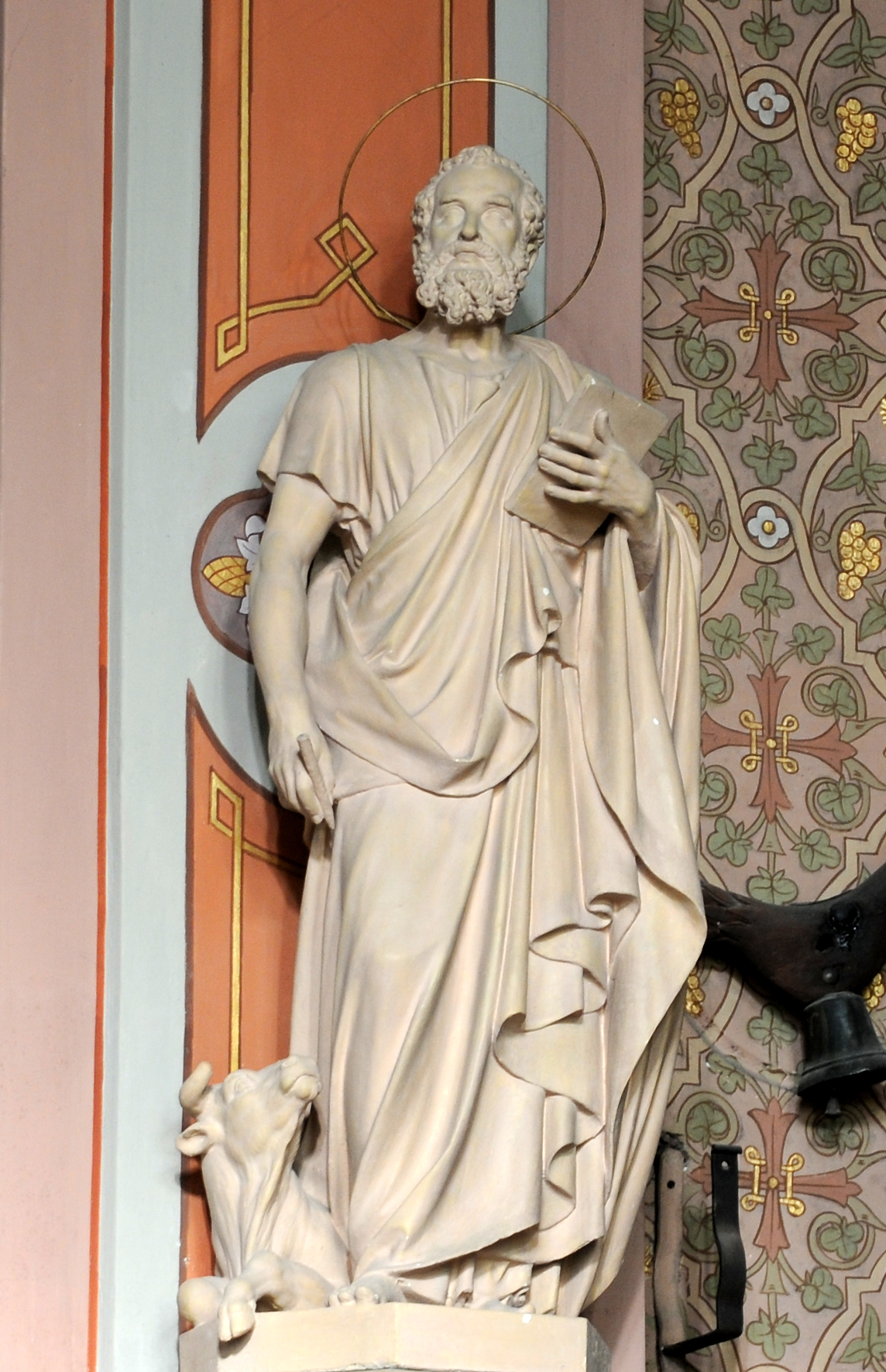
Lukas mit dem Stier
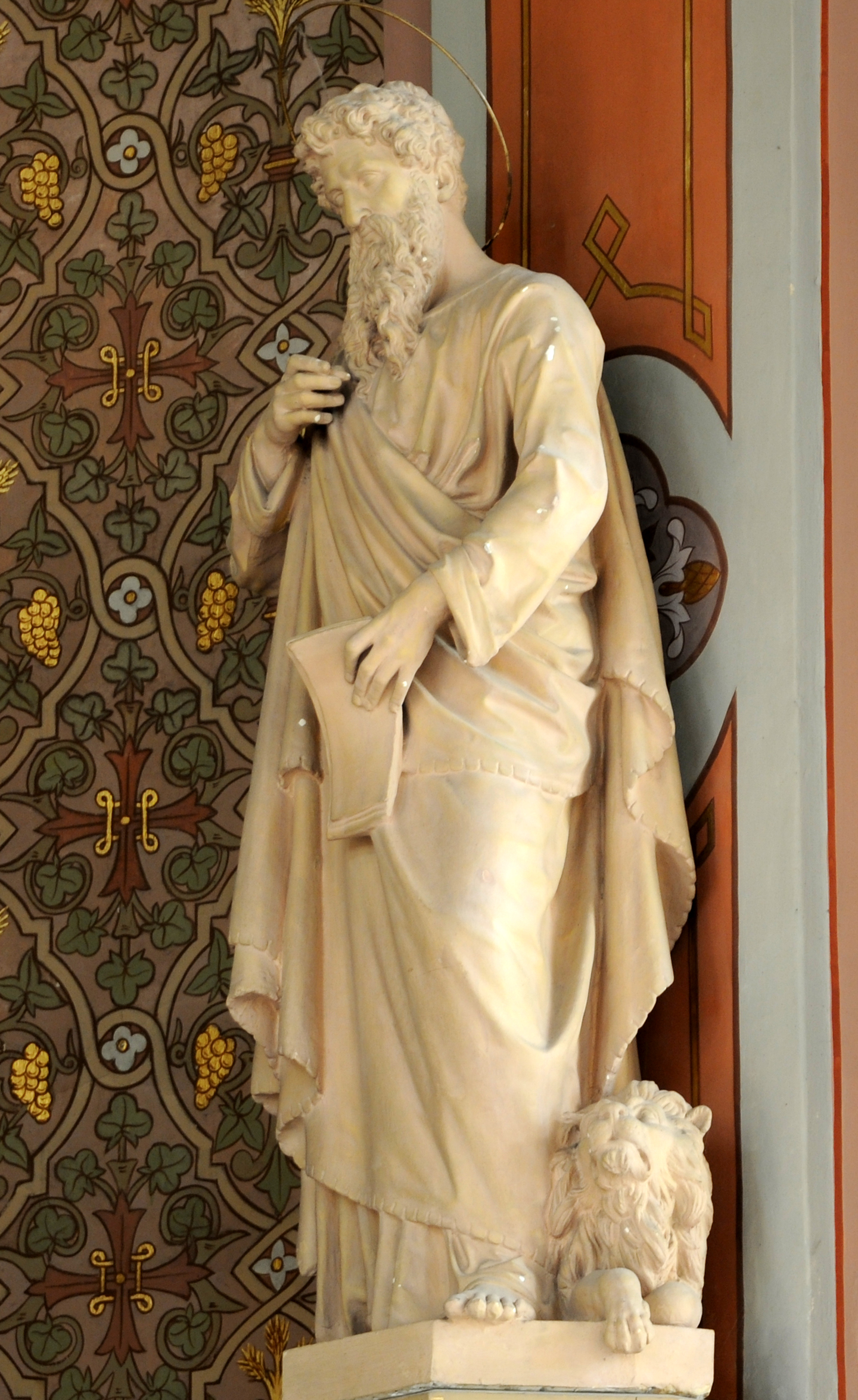
Markus mit dem Löwen
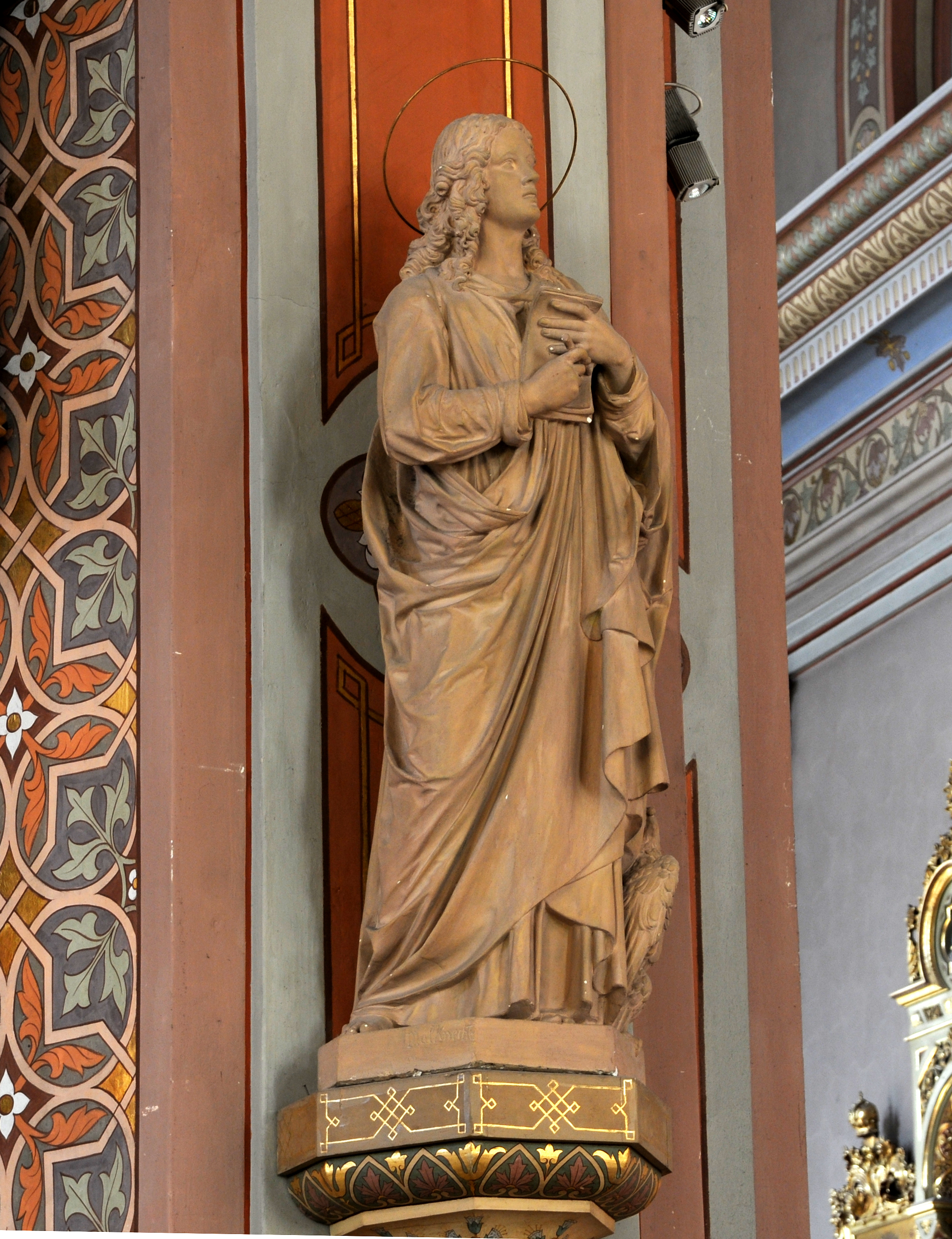
Johannes mit dem Adler